# Batalion Portowy WOP Świnoujście
Batalion Portowy WOP Świnoujście/Batalion Graniczny Pomorskiej Brygady WOP w Świnoujściu – zlikwidowany specjalistyczny pododdział Wojsk Ochrony Pogranicza pełniący służbę na granicy morskiej.

## Formowanie i zmiany organizacyjne
W 1952, w składzie 12 Brygady Wojsk Ochrony Pogranicza, sformowano Batalion portowy WOP w Świnoujściu o etacie 352/6. Nadano mu numer JW 1778. W następnych latach batalion ulegał kolejnym zmianom organizacyjnym.
W 1954 w jego składzie znajdowała się strażnica portowa nr 6 Świnoujście, strażnica portowa nr 7 Warszów i strażnica portowa nr 8 Karsibórz.
W 1957 przeformowany na etat 352/39 przyjął nazwę w 125 batalion WOP. W 1959 przeformowany na etat 352/55 przyjął nazwę batalion WOP Świnoujście.
Rozformowany w 1965, a podległe mu strażnice WOP: Dziwnów, Międzyzdroje i Świnoujście podporządkowano bezpośrednio pod sztab Brygady.
W 1968 powtórnie sformowany jako batalion nadmorski WOP Świnoujście o etacie 33/12.
Od 1976 występował jako batalion graniczny Pomorskiej Brygady WOP o etacie 44/053, a potem 44/106 .
Zarządzeniem nr 012 Komendanta Głównego Straży Granicznej z 7 maja 1991 w sprawie rozwiązania jednostek WOP oraz utworzenia jednostek organizacyjnych Straży Granicznej Minister Spraw Wewnętrznych polecił z dniem 16 maja 1991 rozwiązać Batalion Graniczny Pomorskiej Brygady WOP w Świnoujściu istniejący według etatu nr 44/0106 o stanie osobowym na okres „W” 1333 żołnierzy i 14 pracowników cywilnych oraz na okres „P” 666 żołnierzy i 10 pracowników cywilnych.

## Struktura organizacyjna
21 grudnia 1959 batalionowi WOP Świnoujście podlegały:
- 1 strażnica WOP IV kategorii Wisełka
- 2 strażnica WOP III kategorii Międzyzdroje
- 3 strażnica WOP III kategorii Świnoujście port
- 4 strażnica WOP IV kategorii Świnoujście wybrzeże
- 5 strażnica WOP I kategorii Świnoujście lądowa
- 6 strażnica WOP III kategorii Wydrzany.

W 1968 batalionowi nadmorskiemu WOP Świnoujście podlegały:
- 1 strażnica WOP nadmorska III kategorii Dziwnów
  - przejście uproszczonego ruchu rybackiego Międzywodzie
- strażnica WOP szkolna Wisełka
- 2 strażnica WOP nadmorska III kategorii Międzyzdroje
  - przejście uproszczonego ruchu rybackiego Wisełka
  - przejście uproszczonego ruchu rybackiego Międzyzdroje
- 3 strażnica WOP portowa Świnoujście
- 4 strażnica WOP techniczna I kategorii Świnoujście
  - drogowe przejście uproszczonego ruchu granicznego Świnoujście.

## Dowódcy batalionu
- kpt. Tadeusz Siudy (do 9.08.1955)[7]
- płk Edward Szczepaniak[8] (10.1986–01.1991)[9].